# قورباغه درختی ایتالیایی
قورباغه درختی ایتالیایی یک قورباغه است متعلق به خانواده قورباغه‌های درختی.
این گونه از قورباغه در ایتالیا، اسلوونی، سوئیس، و احتمالاً سان مارینو یافت می‌شود. زیستگاه طبیعی آن عبارت است از جنگل‌های معتدل، رودخانه‌های دائمی یا موقت، مرداب‌های آب شیرین، زمین‌های کشاورزی، و مناطق شهری. این جانور با خطر از دست دادن زیستگاه روبه‌رو است.